# Unterseeboot 449
L'Unterseeboot 449 ou U-449 est un U-Boot type VIIC utilisé par la Kriegsmarine pendant la Seconde Guerre mondiale.
Le sous-marin est commandé le 21 novembre 1940 à Dantzig (Schichau-Werke), sa quille posée le 17 juillet 1941, il est lancé le 13 juin 1942 et mis en service le 22 août 1942, sous le commandement de l'Oberleutnant zur See Hermann Otto.
L'U-449 n'endommage ni ne coule aucun navire au cours de l'unique patrouille (24 jours en mer) qu'il effectue.
Il coule après l'attaque par des navires de guerre Britanniques, au nord-ouest du Cap Ortegal en juin 1943.

## Conception
Unterseeboot type VII, l'U-449 avait un déplacement de 769 tonnes en surface et 871 tonnes en plongée. Il avait une longueur totale de 67,10 m, un maître-bau de 6,20 m, une hauteur de 9,60 m, et un tirant d'eau de 4,74 m. Le sous-marin était propulsé par deux hélices de 1,23 m, deux moteurs diesel Germaniawerft M6V 40/46 de 6 cylindres en ligne de 1 400 cv à 470 tr/min, produisant un total de 2 060 à 2 350 kW en surface et de deux moteurs électriques AEG GU 460/8-276 de 375 cv à 295 tr/min, produisant un total 550 kW, en plongée. Le sous-marin avait une vitesse en surface de 17,7 nœuds (32,8 km/h) et une vitesse de 7,6 nœuds (14,1 km/h) en plongée. Immergé, il avait un rayon d'action de 80 milles marins (150 km) à 4 nœuds (7,4 km/h; 4,6 milles par heure), et pouvait atteindre une profondeur de 230 m. En surface son rayon d'action était de 8 500 milles nautiques (soit 15 700 km) à 10 nœuds (19 km/h).
L'U-449 était équipé de cinq tubes lance-torpilles de 53,3 cm (quatre montés à l'avant et un à l'arrière) et embarquait quatorze torpilles. Il était équipé d'un canon de 8,8 cm SK C/35 (220 coups) et d'un canon antiaérien de 20 mm Flak. Il pouvait transporter 26 mines TMA ou 39 mines TMB. Son équipage comprenait 4 officiers et 40 à 56 sous-mariniers.

## Historique
Il sert dans la 8. Unterseebootsflottille (flottille d'entrainement) jusqu'au 30 avril 1943 et dans la 7. Unterseebootsflottille jusqu'à sa perte.
L'U-449 quitte Kiel le 1er juin 1942 pour sa première et unique patrouille. Il navigue dans l'Atlantique Nord, entre l'Islande et les Îles Féroé.
Le 14 juin, il est attaqué dans l'Atlantique par un B-24 Liberator Britannique de la 120e escadron de la RAF. Le submersible en sort légèrement endommagé.
Dix jours après il coule d'un lancer de charges de profondeur de quatre navires Britanniques, les HMS Wren, HMS Woodpecker, HMS Kite et HMS Wild Goose à la position 45° 00′ N, 11° 59′ O.
Les quarante-neuf membres d'équipage meurent dans cette attaque.

## Affectations
- 8. Unterseebootsflottille du 22 août 1942 au 30 avril 1943 (Période de formation).
- 7. Unterseebootsflottille du 1er mai 1943 au 24 juin 1943 (Unité combattante).

## Commandement
- Oberleutnant zur See Hermann Otto du 22 août 1942 au 24 juin 1943. (Croix de Chevalier)

## Patrouille
|       | Commandant         | Départ        | Départ | Arrivée      | Arrivée | Jours    | Succès |
| ----- | ------------------ | ------------- | ------ | ------------ | ------- | -------- | ------ |
| 1     | Oblt. Hermann Otto | 1er juin 1943 | Kiel   | 24 juin 1943 | Coulé   | 24 jours |        |
| Total | Total              | Total         | Total  | Total        | Total   | 24 jours | 0 t    |

Note : Oblt. = Oberleutnant zur See